# Open Knowledge Foundation
La Open Knowledge Foundation (OKF u OKFN) (en español, Fundación Conocimiento Abierto, FCA) es una fundación sin ánimo de lucro, creada en el 2004. Apoya la difusión del conocimiento abierto en su sentido más amplio, incluyendo conceptos como el contenido abierto (Open content) y datos abiertos (Open data).
El conocimiento abierto es cualquier contenido, información o dato que puede ser libremente utilizado, reutilizado y redistribuido, sin restricciones legales, tecnológicas ni sociales. El conocimiento abierto es en lo que se convierten los datos abiertos cuando son útiles, cuando pueden usarse y cuando se utilizan.

## Conocimiento abierto
La fundación lidera diversos proyectos, como CKAN, un registro del software que usan diversos gobiernos para sus datos abiertos.
La organización apoya sus objetivos mediante infraestructura de alojamiento para  proyectos semiindependientes. Una de sus primeras iniciativas fue un servicio de gestión de proyectos llamado KnowledgeForge, que se ejecuta en la plataforma KForge. KnowledgeForge permite a grupos de trabajo sectoriales tener un espacio para la gestión de proyectos relacionados con conocimiento abierto. Más ampliamente, la infraestructura del proyecto incluye tanto aspectos técnicos y cara a cara. La organización acoge varias docenas de listas de correo para la discusión virtual, utiliza IRC para las comunicaciones en tiempo real y también alberga eventos.
Open Knowledge Internacional es un socio activo dentro de las organizaciones que trabajan en áreas similares, como recursos educativos abiertos. Ha producido la Definición del Conocimiento Abierto, un intento de aclarar algunas de las ambigüedades que rodean la terminología de apertura, así como la definición de software abierto de servicio. También apoyó el desarrollo de la Licencia Open Database (ODbL).
Fuera de la tecnología, Open Knowledge internacional desempeña un papel en la promoción de la apertura en general. Esto incluye el apoyo a la elaboración de informes, lo que facilita la consulta y la producción de políticas.
La fundación tiene un fuerte interés en el uso de tecnologías de código abierto. Sus proyectos de software están alojados en GitHub, que utiliza el software de control de versiones Git.

## Proyectos
Algunos de los proyectos son los siguientes:
- CKAN: es una solución de gestión de datos de código abierto, para el almacenamiento y la distribución de los datos, tales como hojas de cálculo y los contenidos de las bases de datos.
- Datos sin fricción: busca la eliminación de la fricción en el trabajo con datos a través de la creación de instrumentos, normas y mejores prácticas para la publicación de los datos utilizando paquetes de datos estándar, un formato de contenedores para cualquier tipo de datos.
- FutureTDM: busca mejorar la captación de texto y la minería de datos en la UE.
- Índice Global de Datos Abiertos: es un esfuerzo de colaboración de la sociedad civil para realizar el seguimiento del estado de los datos de gobierno abierto en todo el mundo. El estudio está diseñado para evaluar la apertura de los conjuntos de datos específicos del gobierno de acuerdo con la definición de código abierto.
- Censo Local de Open Data: ayuda a la sociedad civil a supervisar la publicación de datos abiertos a nivel municipal y regional en sus países.
- Open Data para el Desarrollo (OD4D): una red global de líderes comunitarios en datos abiertos, que trabajan juntos para desarrollar soluciones en todo el mundo. Realiza el Índice Global de Datos Abiertos y la Escuela de datos, proporcionando apoyo directo a organizaciones y periodistas para utilizar datos y tecnología de manera efectiva.
- Presupuestos de la UE abiertos: La plataforma está diseñada para administraciones OpenBudgets, ciudadanos, ONG, organizaciones de medios públicos.
- Manual Open Data: Guías, estudios de casos y recursos para el gobierno y la sociedad civil en el "qué, cómo y por qué" de los datos abiertos.
- OpenSpending: una plataforma centralizada en el tema de la información financiera pública, incluyendo una base de datos global de los presupuestos y datos de gasto, una comunidad de colaboradores y usuarios que exponen los casos, y un conjunto de recursos abiertos y herramientas, que proporciona técnicas y la comprensión política necesaria para trabajar con datos financieros.
- Ensayos abiertos: Una base de datos abierta, en línea, de información sobre ensayos clínicos de investigación de todo el mundo.
- PASTEUR4OA: Directiva de Alineación de Estrategias de Acceso Abierto para la Investigación de la Unión Europea.
- Revista Dominio Público: revista en línea y sin fines de lucro dedicada a la promoción de proyectos y la celebración de dominio público.
- Escuela de Datos: trabaja para fortalecer a las organizaciones de la sociedad civil, periodistas y ciudadanos con las habilidades que necesitan para utilizar los datos de manera efectiva en sus esfuerzos para crear sociedades más equitativas y eficaces.
- Definición de código abierto: La principal norma internacional para los datos abiertos y licencias de datos abiertas, proporcionando principios y orientación a todas las cosas "abiertas".[11]

## Organización
La fundación se organiza en diferentes unidades: El equipo directivo formado por Rufus Pollock, Laura James y Jonathan Gray y las unidades o departamentos, integradas por especialistas, de Red, Conocimiento, Proyectos a largo plazo, Servicios y Operaciones. Además de las unidades generales, la fundación cuenta con grupos locales en diferentes países del mundo. 

## Capítulo español
La fundación se organiza en grupos locales. El capítulo español de la OKF se fundó en 2012 y está activo en diferentes ciudades de España. La comunidad lleva a término diversas actividades como por ejemplo eventos sobre periodismo de datos, conferencias y reuniones. Organizan también un premio al conocimiento abierto de carácter global. 